# هزا (میزوری)
هزا (به انگلیسی: Huzzah) یک منطقهٔ مسکونی در ایالات متحده آمریکا است که در میزوری واقع شده‌است. هزا ۲۲۷ متر بالاتر از سطح دریا واقع شده‌است.